# Wydawnictwo Krytyki Politycznej
Wydawnictwo Krytyki Politycznej – polskie wydawnictwo, działające od 2007 roku.
W grudniu 2006 środowisko związane z lewicowym pismem społeczno-politycznym Krytyka Polityczna we współpracy z Korporacją Ha!art rozpoczęło wydawanie nowej serii książkowej „Seria Krytyki Politycznej”.
We wrześniu 2007 środowisko związane z pismem stworzyło nową, niezależną oficynę wydawniczą – Wydawnictwo Krytyki Politycznej. Redaktorami i tłumaczami wydawnictwa są członkowie zespołu KP. Okładki i ilustracje przygotowują artyści związani ze środowiskiem KP: Artur Żmijewski, Wilhelm Sasnal, Grupa Twożywo, Joanna Rajkowska i inni.
Książki ukazują się w seriach: „Przewodniki Krytyki Politycznej”, „Biograficzna”, „Dzieł Broniewskiego”, „Ekonomiczna”, „Historyczna”, „Idee”, „Impact”, „Kanon”, „Literacka”, „Nie-Fikcja”, „Performatywna”, „Pisma Jacka Kuronia”, „Publicystyczna”, „Dla Dzieci”, „Z Różą” i „Z Morświnem”. Wybrane tytuły publikowane są także poza seriami.
Redaktorem naczelnym wydawnictwa jest Patryk Walaszkowski.